# 樊尚 (汝拉省)
樊尚（法語：Vincent，法語發音：[vɛ̃sɑ̃]）是法国汝拉省的一个旧市镇，属于隆斯勒索涅区。2016年，樊尚与市镇弗鲁瓦德维尔合并为新市镇樊尚-弗鲁瓦德维尔，樊尚为新市镇行政中心。

## 地理
樊尚（46°47'6"N, 5°29'28"E）面积8.72 平方千米，位于法国勃艮第-弗朗什-孔泰大區汝拉省，该省份为法国东部内陆省份，北起上索恩省，西北接科多尔省，西临索恩-卢瓦尔省，南至安省，东与杜省和瑞士接壤。
与樊尚接壤的市镇（或旧市镇、城区）包括：弗鲁瓦德维尔、代讷、科默纳耶、隆巴尔、塞耶河畔吕费。

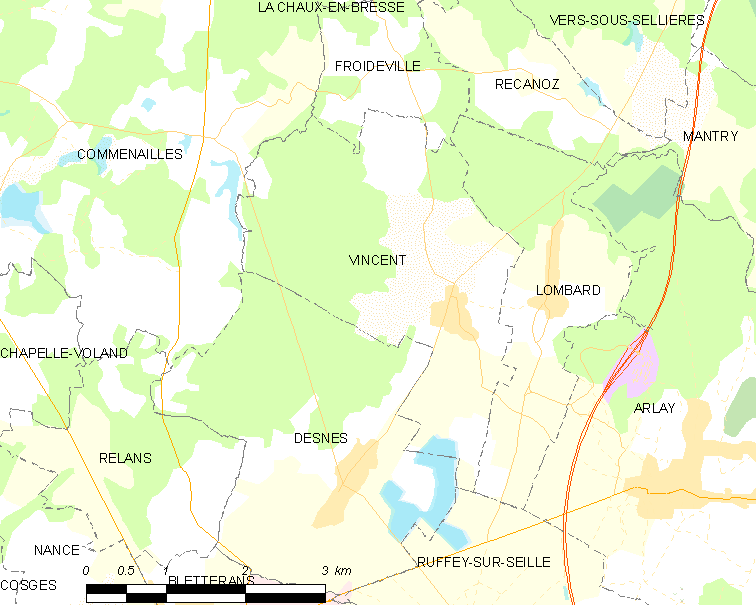
的OSM定位图

樊尚的时区为UTC+01:00、UTC+02:00（夏令时）。

## 行政
樊尚的邮政编码为39230，INSEE市镇编码为39577。

## 政治
樊尚所属的省级选区为布莱特朗县。

## 人口

1962-2008年间人口变化图示

樊尚于2013时的人口数量为317人。